# 雪農·波瑟
雪農·波瑟（Shannon Purser，1997年6月27日—）是一位美国女演员。她在Netflix电视剧《怪奇物语》（2016-2017年）中以 Barbara "Barb" Holland的身份首次亮相，并因此获得黄金时段艾美奖剧情类最佳客串女演员提名。 
她於超自然恐怖电影《许愿》（2017年）中首次亮相， 并出演了浪漫喜剧《魯妹席艾拉》（2018年）。她还在CW電視網的青少年剧集《河谷鎮》（2017年至今）中扮演了反复出现的Ethel Muggs一角。 

## 外部連結
- 雪農·波瑟在互联网电影资料库（IMDb）上的資料（英文）